# Лаури-Корри, Сомерсет, 2-й граф Белмор
Сомерсет Лаури-Корри, 2-й граф Белмор (англ. Somerset Lowry-Corry, 2nd Earl Belmore; 11 июля 1774 — 18 апреля 1841) — ирландский дворянин и политик. Он был известен как Достопочтенный Сомерсет Лаури-Корри с 1781 по 1797 год и как виконт Корри с 1797 по 1802 год.

## Биография
Родился 11 июля 1774 года в Дублине, Ирландия. Единственный выживший сын Армара Лаури-Корри, 1-го графа Белмора (1740—1802), и его первой жены, леди Маргарет Батлер (1748—1775).
Сомерсет Лаури-Корри заседал в Ирландской палате общин от графства Тирон (1798—1801) и в Палате общин Великобритании от графства Тирон (1801—1802).
2 февраля 1802 года после смерти своего отца Сомерсет Лаури-Корри унаследовал титулы 2-го графа Белмора (Пэрство Ирландии), 2-го виконта Белмора (Пэрство Ирландии) и 2-го барона Белмора (Пэрство Ирландии).
С 1819 по 1841 год — ирландский пэр-представитель в Палате лордов Великобритании. Он занимал пост губернатора Ямайки с 1828 по 1832 год, а также был полковником Королевского ополчения графства Тирон с 1798 по 1804 год.
Лорд Белмор унаследовал от своего отца дом в замке Кул в графстве Фермана вместе со значительными долгами. Тем не менее, он обставил дом и его классические интерьеры, спроектированные Джеймсом Уайеттом, в яркой манере эпохи Регентства в 1802-1825 годах. Искусно выполненные шторы и ламбрекены, трюмо, «греческие» диваны и великолепная парадная кровать, предназначенная для размещения короля Георга IV.

## Яхта лорда Белмора
Лорд Белмор купил захваченный «Джеймс Мэдисон» и переоборудовал ее из шхуны в бриг. Он также переименовал её в «Osprey» из Киллибегса в графстве Донегол, вооружил её четырнадцатью 9-фунтовыми карронадами и выдал ей каперское свидетельство.
В 1817 году лорд Белмор использовал Osprey для семейного круиза по Восточному Средиземноморью. Её капитаном был брат лорда Белмора, Армар Лаури-Корри. В состав группы входили жена Белмора, графиня Джулиана, двое их сыновей, болонка Роза, семейный врач доктор Роберт Ричардсон, доктор медицинских наук (Эдинбург), и викарий мистер Холт. Они посетили Мальту, Сицилию, Италию, Ионические острова, Грецию, Рим и Александрию. Они также доплыли вверх по Нилу до Луксора на трех местных лодках.
В 1819 году, когда семья завершила круиз, Белмор продал «Osprey» королю Неаполя, и семья вернулась домой.

## Семья
20 октября 1800 года Сомерсет Лаури-Корри женился на своей двоюродной сестре, леди Джулиане Батлер (20 сентября 1783 — 22 июля 1861), второй дочери Генри Батлера, 2-го графа Каррика, и его жены Сары Тейлор, второй дочери Эдварда Тейлора. У супругов было трое детей:
- Армар Лаури-Корри, 3-й граф Белмор (28 декабря 1801 — 17 декабря 1845), старший сын и преемник отца.
- Достопочтенный Генри Томас Лаури-Корри (9 марта 1803 — 5 марта 1873), который был женат с 1830 года на леди Гарриет Энн Купер (? — 1868), второй дочери Кропли Эшли-Купера, 6-го графа Шефтсбери, от его жена леди Энн Спенсер, четвертая дочь Джорджа Спенсера, 4-го герцога Мальборо.
- Леди Сара Лаури-Корри (? — 1806).

Лорд Белмор умер в Лимингтон-Спа, Уорикшир, 18 апреля 1841 года в возрасте шестидесяти шести лет, и ему наследовал его старший сын Армар.